# Położenie podłużne miednicowe płodu
Położenie miednicowe płodu – położenie podłużne płodu, w którym częścią przodującą są pośladki płodu. Występuje rzadko, stanowiąc około 3-4% porodów (według niektórych autorów 7%). Stanowi wysokie ryzyko dla płodu, wiążąc się ze zwiększonym prawdopodobieństwem niedotlenienia i urazów okołoporodowych. Najbezpieczniejszą metodą rozwiązania ciąży w położeniu miednicowym jest cięcie cesarskie.
Wyróżnia się następujące rodzaje położenia miednicowego płodu:
- zupełne, częścią przodującą są pośladki i obie stópki (5-10%, częściej u wieloródek)
- niezupełne:
  - pośladkowe, częścią przodującą są same pośladki (50-70%)
  - stópkowe, częścią przodującą są stópki (10-30%)
  - kolankowe, częścią przodującą są kolanka (1%)

## Postępowanie
Obecnie w większości ośrodków położniczych w Europie i USA nie dopuszcza się do porodu płodu w położeniu miednicowym drogami naturalnymi, rozwiązując ciążę przez cięcie cesarskie. 

## Pomoc ręczna
Historycznie w przypadku spontanicznego urodzenia się płodu stosowano tzw. pomoc ręczną (auxillum manuale), czyli manewry położnicze przyspieszające ukończenie II okresu porodu. Celem pomocy ręcznej jest urodzenie rączek, barków i główki płodu po wcześniejszym samoistnym urodzeniu pośladków.

### Przygotowanie do wykonania pomocy ręcznej
Przygotowanie rodzącej:
- monitorowanie stanu płodu (ciągły nadzór kardiotokograficzny)
- ułożenie rodzącej w pozycji ginekologicznej
- jałowe przygotowanie sromu oraz krocza i opróżnienie pęcherza moczowego
- jałowe obłożenie pola operacyjnego
- szerokie nacięcie krocza – wykonywane po ukazaniu się dolnego kąta przedniej łopatki płodu
- znieczulenie miejscowe krocza lub znieczulenie nadoponowe
- podłączenie dożylnego wlewu kroplowego: 500 ml 0,9% NaCl lub 5% glukozy (do którego wprowadza się 5 jednostek oksytocyny) lub podanie 3-5 jednostek oksytocyny bezpośrednio do żyły w celu wywołania skurczu macicy przy rodzeniu barków i główki płodu (oksytocynę podaje się w momencie gdy płód urodzi się powyżej krętarzy)[4].

Przygotowanie operatora – obowiązuje przygotowanie jak do zabiegu operacyjnego.
Pomoc ręczną rozpoczyna się:
- u wieloródki – z chwilą rozpoczęcia II okresu porodu
- u pierworódki – gdy pośladki płodu osiągnęły płaszczyznę wychodu miednicy

Udzielanie pomocy ręcznej w położeniach miednicowych wyznaczają 3 tempa:
- Wolno – do czasu urodzenia się dolnego kąta przedniej łopatki
- Szybko – do czasu ukazania się ust płodu w szparze sromowej
- Bardzo wolno – aż do urodzenia się całej główki

### Rodzaje pomocy ręcznej[5]

#### Sposoby urodzenia rączek i barków
- Pomoc ręczna sposobem Brachta-Cowjanowa
- Uwolnienie rączek i barków wahaniami Müllera
- Wytoczenie barków sposobem Løvseta
- Uwolnienie rączek sposobem klasycznym
- Uwolnienie zarzuconych rączek

#### Sposoby rodzenia główki
- Poród główki sposobem Mauriceau-Veita-Smelliego
- Odwrócony sposób Veita-Smelliego
- Odwrócony sposób praski
- Rodzenie główki sposobem Wieganda-Martina-Winckela